# Округ Тод (Минесота)
Тод (енгл. Todd County) је округ у америчкој савезној држави Минесота.

## Демографија
По попису из 2010. године број становника је 24.895, што је 469 (1,9%) становника више него 2000. године.
| Група             | 2000.          | 2010.          |
| Белци             | 23.603 (96,6%) | 23.052 (92,6%) |
| Афроамериканци    | 27 (0,1%)      | 94 (0,4%)      |
| Азијати           | 76 (0,3%)      | 103 (0,4%)     |
| Хиспаноамериканци | 463 (1,9%)     | 1.288 (5,2%)   |
| Укупно            | 24.426         | 24.895         |